# 4353 Onizaki
4353 Onizaki је астероид главног астероидног појаса са средњом удаљеношћу од Сунца која износи 2,345 астрономских јединица (АЈ).
Апсолутна магнитуда астероида је 12,4.